# Paolo Pompilio
Paolo Pompilio (Roma, 1455 – Roma, 1491) è stato un umanista e grammatico italiano.

## Biografia
Pochissimi i dati certi sulla sua vita. Fu tra gli esponenti dell'Accademia Pomponiana, nonché allievo dello stesso Pomponio Leto, cui dedicò il De vero et probabili amore. 
Nel 1481 divenne lettore di retorica presso lo Studium Urbis; delle sue lezioni si conservano i commenti alla Catilinaria e alla Giugurtina. Fu profondo conoscitore del greco e uno dei maggiori grammatici romani, gli si deve, infatti, la compilazione di un dizionario con oltre 700 lemmi di differenti lingue neolatine.
Ebbe profondi legami con la Spagna e gli spagnoli, cui dedicò molti suoi scritti.